# Briantes
Briantes ist eine französische Gemeinde mit 596 Einwohnern (Stand: 1. Januar 2022) im Département Indre in der Region Centre-Val de Loire. Sie gehört zum Arrondissement La Châtre, zum Kanton La Châtre und zum Gemeindeverband Communauté de communes de la Châtre et Sainte Sévère. Die Einwohner werden Briantais genannt.

## Lage
Briantes liegt an der Indre, etwa 37 Kilometer südöstlich von Châteauroux. Umgeben wird Briantes von den Nachbargemeinden Lacs im Norden, Montlevicq im Nordosten, Feusines im Osten und Südosten, Sainte-Sévère-sur-Indre im Südosten, Pouligny-Saint-Martin im Süden, Le Magny im Westen sowie La Châtre im Nordwesten.

## Bevölkerungsentwicklung
| Jahr                       | 1962 | 1968 | 1975 | 1982 | 1990 | 1999 | 2006 | 2018 |
| Einwohner                  | 711  | 664  | 554  | 542  | 526  | 557  | 589  | 606  |
| Quellen: Cassini und INSEE |      |      |      |      |      |      |      |      |

## Sehenswürdigkeiten
- Kirche Saint-Aignan
- Kapelle Notre-Dame in Vaudouan
- Schloss Montveillé aus dem 19. Jahrhundert
- Schloss Le Virolan aus dem 19. Jahrhundert
- Schloss Le Bois Doré aus dem 15. Jahrhundert

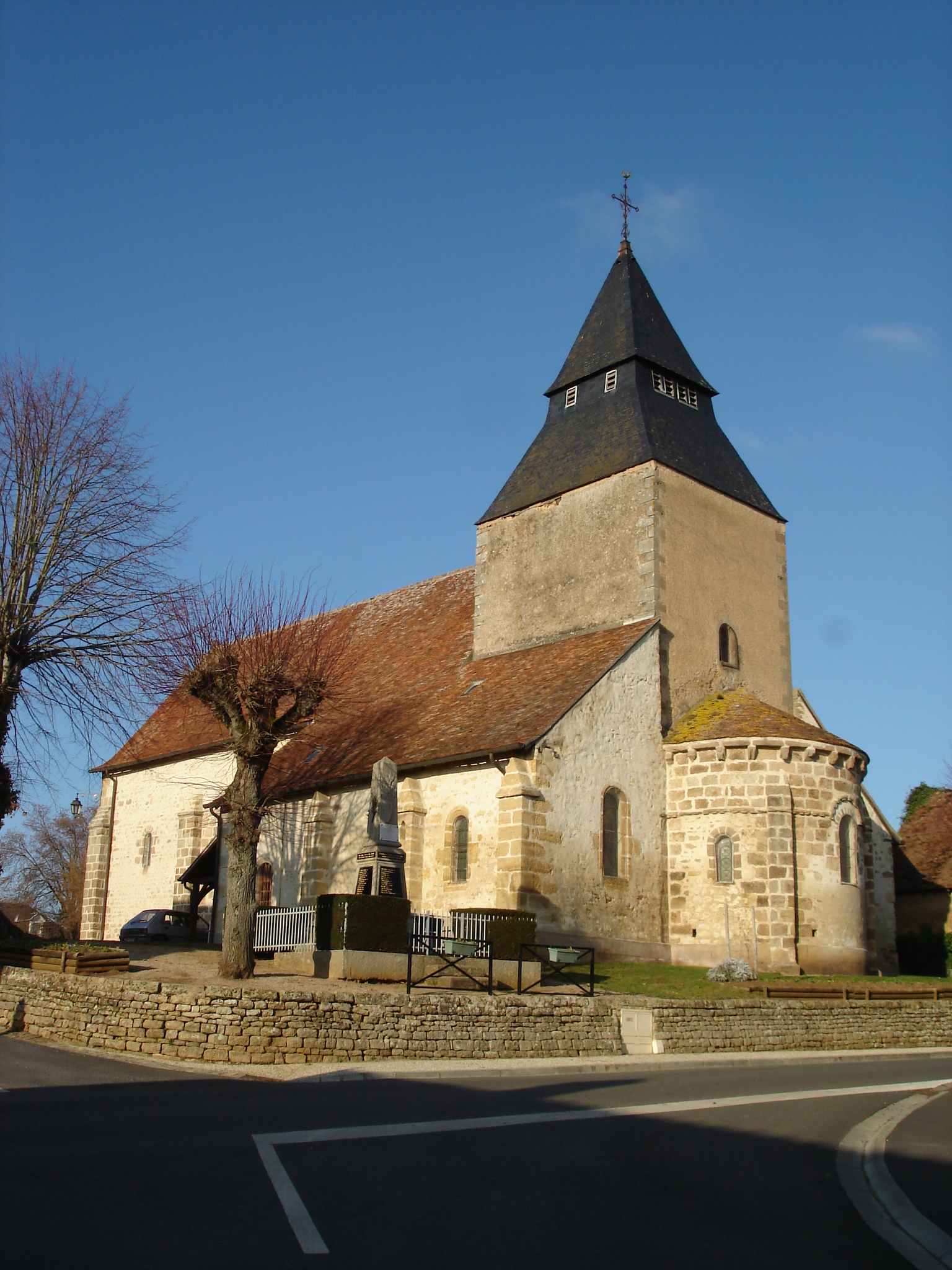
Kirche Saint-Aignan
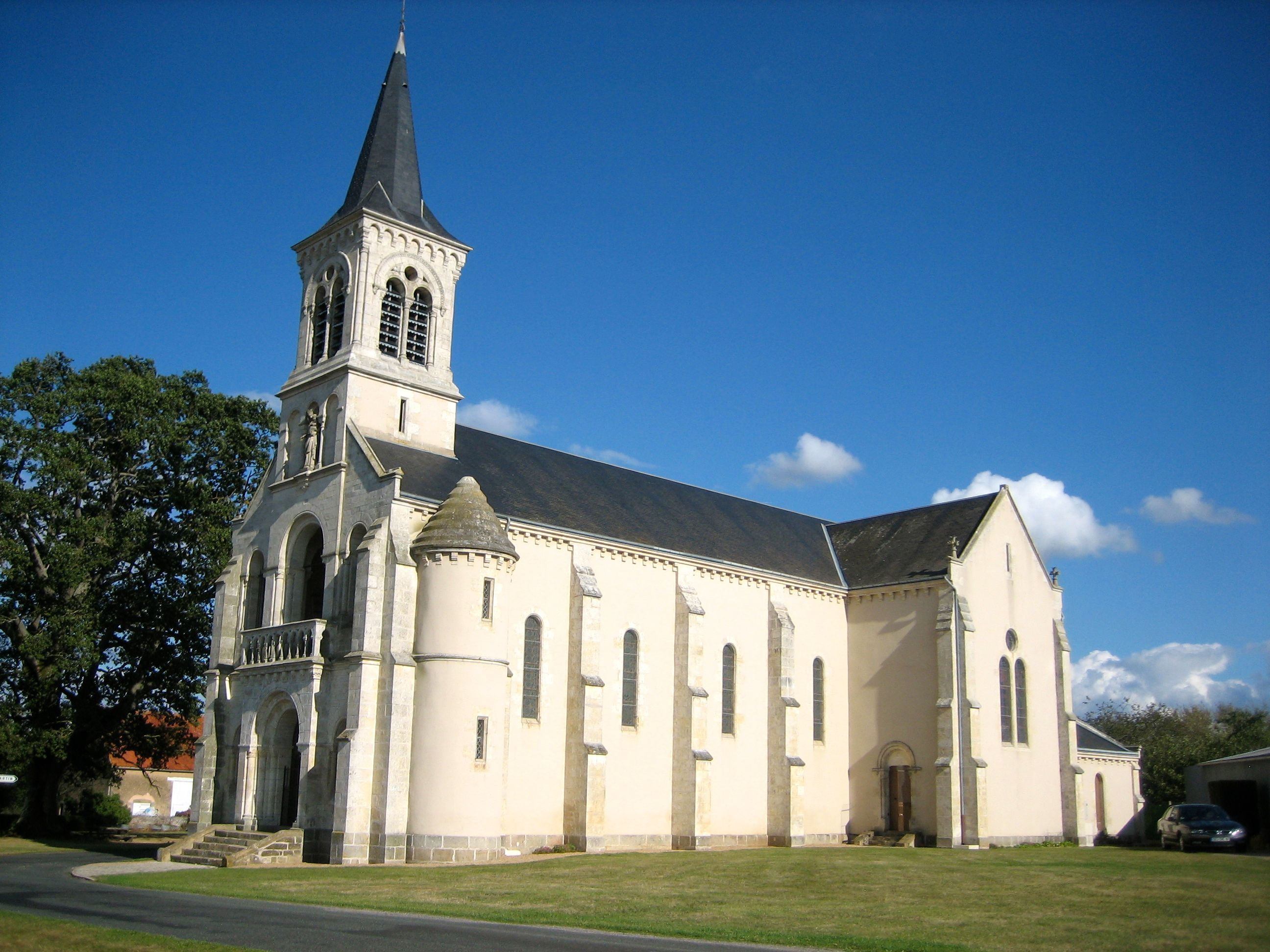
Kapelle Notre-Dame